# فاتشا (نيجني نوفغورود)
فاتشا (بالروسية: Вача) هي مدينة في مقاطعة نيجني نوفغورود أوبلاست في روسيا.
يبلغ عدد سكانها حوالي 6013 نسمة.